# Cízic (heroi)
Cízic (en grec antic Κύζικος), va ser, segons la mitologia grega, un heroi de la Propòntida, a la costa asiàtica.
Té un paper en el viatge dels argonautes, que van fer una de les seves primeres escales al seu país. Cízic era originari del nord de Grècia, i fill d'Eneu, un fill d'Estilbe i d'Enete, filla d'Eussor rei de Tràcia. El fill d'Eussor era Acamant, cap de les tropes tràcies que combatien a favor dels troians contra els grecs. Cízic era rei dels dolions, descendents de Posidó.
La llegenda explica que a l'arribada dels argonautes a la seva ciutat, s'acabava de casar amb Clite, filla de l'endeví Mèrops. Cízic va acollir als navegants amb una celebració i els va donar provisions. Però a la nit, els argonautes, que acabaven de salpar, van ser retornats a la costa per una violenta tempesta. Els dolions van pensar que els atacaven uns pirates i van lluitar contra els argonautes. Cízic va córrer amb un contingent d'homes a ajudar-los, però va ser mort per Jàson. Al matí, tothom va reconèixer l'error que s'havia comès. El argonautes van lamentar-se durant tres dies davant del cadàver del rei, i després van celebrar uns funerals a la manera grega, amb Jocs Fúnebres. Desesperada, la seva esposa Clite va agafar una corda i es va penjar.
La ciutat on havia regnat, va rebre el seu nom, Cízic.